# Hårby kommun
Haarby kommun låg i Fyns amt i Danmark. Den uppgick 2007 i Assens kommun. Kommunen hade vid sammanslagningen omkring 5 000 invånare och en yta på 79,72 km². Centralort i kommunen var Hårby.